# Христо Сантов (революционер)
 Тази статия е за българският революционер.  За българския сценарист вижте Христо Сантов (сценарист).  
Христо Сантов, наричан Ицо Кукушанеца, е български анархист и революционер, деец на Вътрешната македоно-одринска революционна организация.

## Биография
Христо Сантов е роден през 1892 или 1889 година в град Кукуш, тогава в Османската империя. Присъединява се към ВМОРО. През 1913 година е арестуван от новите гръцки власти в Солун и излежава присъда, заради участието си в македонското освободително движение.
Прехвърля се в София, но остава безработен. На 14 февруари 1915 година е извършен атентатът в Градското казино. Христо Иванов Дежурния, атентатор с неясен етнически произход, посочва за извършители Христо Сантов, Серафим Манов и Викентий Попанастасов. На 27 юни 1915 година Викентий Попатанасов, Ицо Кукушанеца и Георги Илиев Дезертьора са осъдени на смърт. На 14 юли 1915 година Попанастасов и Христо Сантов са обесени. Обвинението достига до извод, че първият им опит за покушение на Фердинанд е от 1914 година при посещението на руския цар Николай II. В действителност осъдените нямат общо с този атентат, който е подготвен от Наум Тюфекчиев и турското разузнаване.